# Leptolucania
Leptolucania is een monotypisch geslacht van straalvinnige vissen uit de familie van de killivisjes (Fundulidae).

## Soort
- Leptolucania ommata (Jordan, 1884)